# Lista över Carl Barks Disneyserier
Det här är en påbörjad lista över Carl Barks Disneyserier i kronologisk ordning efter första internationella publiceringsdatum.
| Datum   | Titel                  | Originaltitel                 | Titelfigur | Tecknare                | Författare                           | Kod         |
| ------- | ---------------------- | ----------------------------- | ---------- | ----------------------- | ------------------------------------ | ----------- |
| 1942    | Pluto Saves the Ship   | Pluto Saves the Ship          | Pluto      | Okänd                   | Carl Barks, Jack Hannah, Nick George | W LFC 7-01  |
| 1942-10 | Kapten Morgans skatt   | Donald Duck Finds Pirate Gold | Kalle Anka | Carl Barks, Jack Hannah | Bob Karp                             | W OS 9-02   |
| 1943-04 | Köksträdgården         | The Victory Garden            | Kalle Anka | Carl Barks              | Carl Barks och en till okänd         | W WDC 31-05 |
| 1943-05 | Hartass betyder tur    | The Rabbit's Foot             | Kalle Anka | Carl Barks              | Carl Barks                           | W WDC 32-02 |
| 1943-06 | Badvakten              | Lifeguard Daze                | Kalle Anka | Carl Barks              | Carl Barks                           | W WDC 33-01 |
| 1943-07 | En god gärningsman     | Good Deeds                    | Kalle Anka | Carl Barks              | Carl Barks                           | W WDC 34-01 |
| 1943-08 | Turist i Texas         | The Limber W Guest Ranch      | Kalle Anka | Carl Barks              | Carl Barks                           | W WDC 35-01 |
| 1943-09 | Kalle och mumiens ring | The Mummy's Ring              | Kalle Anka | Carl Barks              | Carl Barks                           | W OS 29-01  |

## Serier med Joakim von Anka som huvudperson
| Svensk Titel                                                  | Titel                              | År   | Sidor | Karaktär      | Kod          |
| ------------------------------------------------------------- | ---------------------------------- | ---- | ----- | ------------- | ------------ |
| Den finurlige Farbror Joakim                                  | Only a Poor Old Man                | 1952 | 32    | Uncle Scrooge | W OS 386-02  |
| Farbror Joakim och Hawaiis hemliga hjälpare                   | The Menehune Mystery               | 1953 | 32    | Uncle Scrooge | W US 4-02    |
| Tillbaka till Klondike                                        | Back to the Klondike               | 1953 | 27    | Uncle Scrooge | W OS 456-02  |
| Gamla skulder skall också betalas                             | The Horseradish Story              | 1953 | 22    | Uncle Scrooge | W OS 495-02  |
| Björnligan får pengarna att rulla (i pengatankar)             | The Round Money Bin                | 1953 | 10    | Uncle Scrooge | W OS 495-03  |
| Farbror Joakim och några fula fiskar                          | Somethin' Fishy Here               | 1953 | 5     | Uncle Scrooge | W OS 456-03  |
| Resan till Atlantis                                           | The Secret of Atlantis             | 1954 | 32    | Uncle Scrooge | W US 5-02    |
| Cibolas sju städer                                            | The Seven Cities of Cibola         | 1954 | 28    | Uncle Scrooge | W US 7-02    |
| Farbror Joakim och den tokige professorn                      | The Mysterious Stone Ray           | 1954 | 28    | Uncle Scrooge | W US 8-02    |
| På rymmen från rikedomarna                                    | Tralla La                          | 1954 | 22    | Uncle Scrooge | W US 6-02    |
| Jade i trädgården                                             | Outfoxed Fox                       | 1954 | 10    | Uncle Scrooge | W US 6-03    |
| Den plikttrogna brevduvan                                     | Billion Dollar Pigeon              | 1954 | 4     | Uncle Scrooge | W US 7-03    |
| Valkampanjen                                                  | A Campaign of Note                 | 1954 | 4     | Uncle Scrooge | W US 8-03    |
| Jakten på det gyllene skinnet                                 | The Golden Fleecing                | 1955 | 31    | Uncle Scrooge | W US 12-02   |
| De vises sten                                                 | The Fabulous Philosopher's Stone   | 1955 | 24    | Uncle Scrooge | W US 10-02   |
| En lymmel till lämmel                                         | The Lemming with the Locket        | 1955 | 22    | Uncle Scrooge | W US 9-02    |
| Farbror Joakim och ångbåtstävlingen                           | The Great Steamboat Race           | 1955 | 16    | Uncle Scrooge | W US 11-01   |
| Världens bäste skatt-sökare (Farbror Joakim som guldgrävare)  | Riches, Riches, Everywhere!        | 1955 | 16    | Uncle Scrooge | W US 11-02   |
| Vårfesten                                                     | The Tuckered Tiger                 | 1955 | 9     | Uncle Scrooge | W US 9-03    |
| Det gamla arvuret                                             | Heirloom Watch                     | 1955 | 8     | Uncle Scrooge | W US 10-03   |
| Landet i underjorden                                          | Land Beneath the Ground!           | 1956 | 27    | Uncle Scrooge | W US 13-02   |
| Tillbaka i tiden                                              | Back to Long Ago!                  | 1956 | 21    | Uncle Scrooge | W US 16-02   |
| Farbror Joakim möter Guld-Ivar Flinthjärta                    | The Second-Richest Duck            | 1956 | 20    | Uncle Scrooge | W US 15-02   |
| Farbror Joakim och mysteriet med Djingis Khans krona          | The Lost Crown of Genghis Khan!    | 1956 | 19    | Uncle Scrooge | W US 14-02   |
| Lita inte på spådomar                                         | Faulty Fortune                     | 1956 | 7     | Uncle Scrooge | W US 14-05   |
| Tiderna förändras (Allting förändras)                         | Migrating Millions                 | 1956 | 6     | Uncle Scrooge | W US 15-05   |
| Farbror Joakim i Kvitt eller dubbelt (Överraskningsfrågan)    | The Colossalest Surprise Quiz Show | 1956 | 5     | Uncle Scrooge | W US 16-05   |
| Farbror Joakim i pygméindianernas land                        | Land of the Pygmy Indians          | 1957 | 27    | Uncle Scrooge | W US 18-02   |
| Farbror Joakim och Kung Salomos gruvor (Kung Snålomos gruvor) | The Mines of King Solomon          | 1957 | 27    | Uncle Scrooge | W US 19-02   |
| En iskall affär                                               | A Cold Bargain                     | 1957 | 26    | Uncle Scrooge | W US 17-02   |
| Kampen om kovan                                               | City of Golden Roofs               | 1957 | 26    | Uncle Scrooge | W US 20-01   |
| Den fantastiska flodfärden                                    | The Fantastic River Race           | 1957 | 20    | Uncle Scrooge | W USGD 1-02  |
| Rugby-kalabalik                                               | September Scrimmage                | 1957 | 4     | Uncle Scrooge | W MMAlm 1-09 |
| Farbror Joakim och pengakällan (penningbrunnen)               | The Money Well                     | 1958 | 26    | Uncle Scrooge | W US 21-02   |
| Farbror Joakim och guldfloden                                 | The Golden River                   | 1958 | 26    | Uncle Scrooge | W US 22-02   |
| Farbror Joakim och de mystiska skeppsbrotten                  | The Strange Shipwrecks             | 1958 | 21    | Uncle Scrooge | W US 23-02   |
| Guldmånen                                                     | The Twenty-four Carat Moon         | 1958 | 20    | Uncle Scrooge | W US 24-01   |
| Farbror Joakim och det magiska bläcket (och trollbläcket)     | The Magic Ink                      | 1958 | 6     | Uncle Scrooge | W US 24-04   |
| Farbror Joakim och stormrike Skrävelberg                      | The Fabulous Tycoon                | 1958 | 5     | Uncle Scrooge | W US 23-05   |
| Världsmästerskapen i pengar                                   | The Money Champ                    | 1959 | 22    | Uncle Scrooge | W US 27-01   |
| Björnligan hugger till                                        | The Paul Bunyan Machine            | 1959 | 21    | Uncle Scrooge | W US 28-01   |
| Farbror Joakim och flygande holländaren                       | The Flying Dutchman                | 1959 | 20    | Uncle Scrooge | W US 25-02   |
| Farbror Joakim och Inkas guld                                 | The Prize of Pizarro               | 1959 | 20    | Uncle Scrooge | W US 26-01   |
| Farbror Joakim och spökgruvan                                 | Return to Pizen Bluff              | 1959 | 6     | Uncle Scrooge | W US 26-04   |
| Skomakare bliv vid din läst                                   | Pyramid Scheme                     | 1959 | 5     | Uncle Scrooge | W US 25-05   |
| Slagrutan                                                     | The Witching Stick                 | 1959 | 5     | Uncle Scrooge | W US 28-04   |
| Farbror Joakim och Handy Andy                                 | His Handy Andy                     | 1959 | 4     | Uncle Scrooge | W US 27-04   |
| På jakt efter en ö i rymd-havet                               | Island in the Sky                  | 1960 | 18    | Uncle Scrooge | W US 29-01   |
| Ungdomens källa (Farbror Joakim och ungdoms-källan)           | That's No Fable!                   | 1960 | 18    | Uncle Scrooge | W US 32-01   |
| Farbror Joakim och ökenfolket                                 | Pipeline to Danger                 | 1960 | 17    | Uncle Scrooge | W US 30-01   |
| Skeppsråttor i lasten                                         | All at Sea                         | 1960 | 17    | Uncle Scrooge | W US 31-01   |
| Farbror Joakim fångar 1206 rävar                              | Yoicks! The Fox!                   | 1960 | 9     | Uncle Scrooge | W US 30-04   |
| Smaragdtävlingen                                              | Two-Way Luck                       | 1960 | 9     | Uncle Scrooge | W US 31-04   |
| Farbror Joakim och Waskervilles hund                          | Hound of the Whiskervilles         | 1960 | 7     | Uncle Scrooge | W US 29-04   |
| Kläderna gör ankan                                            | Clothes Make the Duck              | 1960 | 7     | Uncle Scrooge | W US 32-04   |
| Farbror Joakim och guldklimpsbåten                            | The Golden Nugget Boat             | 1961 | 19    | Uncle Scrooge | W US 35-02   |
| Förtrollande beröring                                         | The Midas Touch                    | 1961 | 17    | Uncle Scrooge | W US 36-01   |
| Dyrbarheter i myrhåligheter                                   | Billions in the Hole               | 1961 | 16    | Uncle Scrooge | W US 33-02   |
| Ett mytologiskt mysterium                                     | Mythtic Mystery                    | 1961 | 14    | Uncle Scrooge | W US 34-01   |
| Bongo i Kongo                                                 | Bongo on the Congo                 | 1961 | 10    | Uncle Scrooge | W US 33-05   |
| Farbror Joakim och stock-car-tävlingen                        | Chugwagon Derby                    | 1961 | 9     | Uncle Scrooge | W US 34-04   |
| Farbror Joakim och den pengasugna geten (pengageten)          | Money Bag Goat                     | 1961 | 6     | Uncle Scrooge | W US 36-04   |
| Farbror Joakim och lejongåvan (Lejonet Leo)                   | Gift Lion                          | 1961 | 4     | Uncle Scrooge | W US 35-05   |
| Ett bombsäkert kassaskåp                                      | The Unsafe Safe                    | 1962 | 19    | Uncle Scrooge | W US 38-02   |
| En kryddad historia                                           | A Spicy Tale                       | 1962 | 18    | Uncle Scrooge | W US 39-02   |
| Farbror Joakim och Ali Babas grotta                           | Cave of Ali Baba                   | 1962 | 16    | Uncle Scrooge | W US 37-02   |
| En otrolig historia                                           | Deep Down Doings                   | 1962 | 9     | Uncle Scrooge | W US 37-05   |
| Ett nervpirrande experiment                                   | Tricky Experiment                  | 1962 | 8     | Uncle Scrooge | W US 39-05   |
| Turgossen                                                     | Much Luck McDuck                   | 1962 | 7     | Uncle Scrooge | W US 38-05   |
| De gyllene gässens ö                                          | Isle of Golden Geese               | 1963 | 23    | Uncle Scrooge | W US 45-01   |
| Den sjunkna kronan                                            | Lost Beneath the Sea               | 1963 | 22    | Uncle Scrooge | W US 46-01   |
| Mayakungens krona                                             | Crown of the Mayas                 | 1963 | 21    | Uncle Scrooge | W US 44-01   |
| Farbror Joakim bland de högsta hönsen                         | The Status Seeker                  | 1963 | 20    | Uncle Scrooge | W US 41-02   |
| Ett klistrigt fall                                            | The Case of the Sticky Money       | 1963 | 20    | Uncle Scrooge | W US 42-02   |
| Ankor på Odyssé                                               | Oddball Odyssey                    | 1963 | 19    | Uncle Scrooge | W US 40-02   |
| Den gamla kronan                                              | For Old Dime's Sake                | 1963 | 18    | Uncle Scrooge | W US 43-01   |
| En skakande händelse                                          | The Invisible Intruder             | 1963 | 6     | Uncle Scrooge | W US 44-04   |
| En läskig affär                                               | The Lemonade Fling                 | 1963 | 5     | Uncle Scrooge | W US 46-04   |
| Ståten ska föras (fint ska det vara)                          | The Travel Tightwad                | 1963 | 4     | Uncle Scrooge | W US 45-04   |
| Magica de Hex har många ansikten                              | The Many Faces of Magica de Spell  | 1964 | 22    | Uncle Scrooge | W US 48-01   |
| En snåljåps förvandling                                       | The Thrifty Spendthrift            | 1964 | 20    | Uncle Scrooge | W US 47-01   |
| Det stora perukmysteriet                                      | The Great Wig Mystery              | 1964 | 20    | Uncle Scrooge | W US 52-01   |
| Underliga djur                                                | The Billion Dollar Safari          | 1964 | 20    | Uncle Scrooge | W US 54-01   |
| Guldrush i rymden                                             | The Loony Lunar Gold Rush          | 1964 | 17    | Uncle Scrooge | W US 49-01   |
| Full fart med flygande matta                                  | Rug Riders in the Sky              | 1964 | 16    | Uncle Scrooge | W US 50-01   |
| Sallads-mysteriet                                             | How Green Was My Lettuce           | 1964 | 15    | Uncle Scrooge | W US 51-01   |
| Farbror Joakim som rymdbrevbärare                             | Interplanetary Postman             | 1964 | 15    | Uncle Scrooge | W US 53-01   |
| Guld och glömda gruvor                                        | McDuck of Arabia                   | 1965 | 24    | Uncle Scrooge | W US 55-01   |
| Mysteriet med spökstadsbanan                                  | Mystery of the Ghost Town Railroad | 1965 | 24    | Uncle Scrooge | W US 56-02   |
| Träsket utan återvändo (Farbror Joakim i tröstlösa träsket)   | The Swamp of No Return             | 1965 | 24    | Uncle Scrooge | W US 57-02   |
| Åter till Alaska                                              | North of the Yukon                 | 1965 | 24    | Uncle Scrooge | W US 59-01   |
| Fantomen i katedralen                                         | The Phantom of Notre Duck          | 1965 | 24    | Uncle Scrooge | W US 60-01   |
| Jätte-robot-rövarna                                           | The Giant Robot Robbers            | 1965 | 20    | Uncle Scrooge | W US 58-02   |
| Farofylld safari                                              | So Far and No Safari               | 1966 | 24    | Uncle Scrooge | W US 61-02   |
| Vildhundarnas drottning                                       | The Queen of the Wild Dog Pack     | 1966 | 24    | Uncle Scrooge | W US 62-02   |
| Spökhuset                                                     | House of Haunts                    | 1966 | 24    | Uncle Scrooge | W US 63-02   |
| Marco Polos skatt                                             | Treasure of Marco Polo             | 1966 | 24    | Uncle Scrooge | W US 64-02   |
| Farbror Jaokim och mikroankorna från yttre världsrymden       | Micro-Ducks from Outer Space       | 1966 | 24    | Uncle Scrooge | W US 65-01   |
| En hejare till häst                                           | The Heedless Horseman              | 1966 | 24    | Uncle Scrooge | W US 66-02   |
| Sjöjungfrurnas drottning (Farbor Joakim och havets drottning) | Hall of the Mermaid Queen          | 1967 | 24    | Uncle Scrooge | W US 68-02   |
| Ko-kungen i Vilda Västern                                     | The Cattle King                    | 1967 | 24    | Uncle Scrooge | W US 69-02   |
| Olycksdiamanten                                               | The Doom Diamond                   | 1967 | 24    | Uncle Scrooge | W US 70-02   |
| Fursten av Blabdag                                            | King Scrooge the First             | 1967 | 21    | Uncle Scrooge | W US 71-01   |
| Hemligheten med ett långt liv                                 | Go Slowly, Sands of Time           | 1984 | 10    | Uncle Scrooge | D 6856       |
| En historisk häst i hästväg                                   | Horsing Around with History        | 1994 | 24    | Uncle Scrooge | D 94003      |

## Serier med Kalle Anka som huvudperson
| Svensk Titel                                                              | Titel                                   | År   | Sidor | Karaktär    | Kod          |
| ------------------------------------------------------------------------- | --------------------------------------- | ---- | ----- | ----------- | ------------ |
| Kapten Morgans skatt                                                      | Donald Duck Finds Pirate Gold           | 1942 | 64    | Donald Duck | W OS 9-02    |
| Kalle och mumiens ring                                                    | Donald Duck and the Mummy's Ring        | 1943 | 28    | Donald Duck | W OS 29-01   |
| Djur i huset                                                              | Too Many Pets                           | 1943 | 26    | Donald Duck | W OS 29-03   |
| Köksträdgården                                                            | The Victory Garden                      | 1943 | 10    | Donald Duck | W WDC 31-05  |
| Hartass betyder tur                                                       | The Rabbit's Foot                       | 1943 | 10    | Donald Duck | W WDC 32-02  |
| Badvakten                                                                 | Lifeguard Daze                          | 1943 | 10    | Donald Duck | W WDC 33-01  |
| En god gärningsman                                                        | Good Deeds                              | 1943 | 10    | Donald Duck | W WDC 34-01  |
| Turist i Texas                                                            | The Limber W. Guest Ranch               | 1943 | 10    | Donald Duck | W WDC 35-01  |
| Storviltjägaren                                                           | The Mighty Trapper                      | 1943 | 10    | Donald Duck | W WDC 36-01  |
| Derby för dårfinkar                                                       | The Hard Loser                          | 1943 | 10    | Donald Duck | W OS 29-02   |
| Goda grannar                                                              | Good Neighbors                          | 1943 | 10    | Donald Duck | W WDC 38-02  |
| Konsten att sälja                                                         | Salesman Donald                         | 1943 | 10    | Donald Duck | W WDC 39-01  |
| Snöskoj                                                                   | Snow Fun                                | 1944 | 10    | Donald Duck | W WDC 40-01  |
| Anka i järnkostym                                                         | The Duck in the Iron Pants              | 1944 | 10    | Donald Duck | W WDC 41-01  |
| Tre smutsiga små ankor                                                    | Three Dirty Little Ducks                | 1944 | 10    | Donald Duck | W WDC 43-02  |
| Kan knäpp i bollen göra geni av stollen?                                  | The Mad Chemist                         | 1944 | 10    | Donald Duck | W WDC 44-02  |
| Båtar att hyra                                                            | Rival Boatmen                           | 1944 | 10    | Donald Duck | W WDC 45-02  |
| Kameratokig                                                               | Camera Crazy                            | 1944 | 10    | Donald Duck | W WDC 46-02  |
| Kalle Anka och falken                                                     | Farragut the Falcon                     | 1944 | 10    | Donald Duck | W WDC 47-02  |
| Akta dig för kitt                                                         | The Purloined Putty                     | 1944 | 10    | Donald Duck | W WDC 48-02  |
| Spänning på spänd lina                                                    | High-wire Daredevils                    | 1944 | 10    | Donald Duck | W WDC 49-02  |
| Myntsamlaren                                                              | Ten Cents' Worth of Trouble             | 1944 | 10    | Donald Duck | W WDC 50-02  |
| Stuga vid stranden                                                        | Donald's Bay Lot                        | 1944 | 10    | Donald Duck | W WDC 51-02  |
| Den stora drak-kampen                                                     | Kite Weather                            | 1944 | 7     | Donald Duck | W WDC 42-02  |
| Det frusna guldet                                                         | Frozen Gold                             | 1945 | 24    | Donald Duck | W OS 62-02   |
| Träskets hemlighet                                                        | Mystery of the Swamp                    | 1945 | 24    | Donald Duck | W OS 62-03   |
| Bytt är bytt                                                              | Thievery Afoot                          | 1945 | 10    | Donald Duck | W WDC 52-02  |
| Här går det undan                                                         | The Tramp Steamer                       | 1945 | 10    | Donald Duck | W WDC 53-02  |
| Regelrätt seger                                                           | The Long Race to Pumpkinburg            | 1945 | 10    | Donald Duck | W WDC 54-02  |
| Kalle Anka - som Cowboy                                                   | Webfooted Wrangler                      | 1945 | 10    | Donald Duck | W WDC 55-02  |
| Fångad i sin egen fälla (Drömvärdshuset Vita Ankan)                       | The Icebox Robber                       | 1945 | 10    | Donald Duck | W WDC 56-02  |
| Tusen kronor för ett fågelfoto                                            | Pecking Order                           | 1945 | 10    | Donald Duck | W WDC 57-02  |
| Skubbar från jobbet ... men hämnden vakar (Ögon i nacken)                 | Eyes in the Dark                        | 1945 | 10    | Donald Duck | W WDC 60-02  |
| Kalle Anka - på vattenskidor (Kalle Anka på vattenskidor)                 | The Great Ski Race                      | 1945 | 10    | Donald Duck | W WDC 62-02  |
| Ärlighet varar längst (Förlorade pengar)                                  | Ten-Dollar Dither                       | 1945 | 10    | Donald Duck | W WDC 63-02  |
| Räddad i Grand Canyon                                                     | Taming the Rapids                       | 1945 | 8     | Donald Duck | W WDC 58-02  |
| Djurtämjaren (tämjer en vildponny)                                        | Days at the Laming                      | 1945 | 8     | Donald Duck | W WDC 59-01  |
| Mästerdetektiverna                                                        | Thug Busters                            | 1945 | 8     | Donald Duck | W WDC 61-02  |
| Den bästa julen någonsin                                                  | Best Christmas                          | 1945 | 8     | Donald Duck | W FGW 45-01  |
| Kalle och flodens skräck                                                  | The Terror of the River!!               | 1946 | 28    | Donald Duck | W OS 108-01  |
| Eldflugan                                                                 | The Firebug                             | 1946 | 13    | Donald Duck | W OS 108-02  |
| Aldrig mer bli häftig eller arg                                           | Donald Tames His Temper                 | 1946 | 10    | Donald Duck | W WDC 64-02  |
| Sjölejon är så läraktiga                                                  | Seals Are So Smart!                     | 1946 | 10    | Donald Duck | W OS 108-03  |
| Den talande papegojan                                                     | Singapore Joe                           | 1946 | 10    | Donald Duck | W WDC 65-02  |
| Avancerade fiskemetoder                                                   | Master Ice-Fisher                       | 1946 | 10    | Donald Duck | W WDC 66-02  |
| Modellplan är modellen                                                    | Jet Rescue                              | 1946 | 10    | Donald Duck | W WDC 67-02  |
| Den största draken (Den stora draken)                                     | Donald's Monster Kite                   | 1946 | 10    | Donald Duck | W WDC 68-02  |
| Hur man blir muskelknutte                                                 | Biceps Blues                            | 1946 | 10    | Donald Duck | W WDC 69-02  |
| Den vältränade jycken                                                     | The Smugsnorkle Squattie                | 1946 | 10    | Donald Duck | W WDC 70-02  |
| God min i elakt spel                                                      | Swimming Swindlers                      | 1946 | 10    | Donald Duck | W WDC 71-02  |
| Skolka skolan                                                             | Playin' Hookey                          | 1946 | 10    | Donald Duck | W WDC 72-02  |
| Guldfinnaren                                                              | The Gold-Finder                         | 1946 | 10    | Donald Duck | W WDC 73-02  |
| Inkasseraren                                                              | The Tax-Collectors                      | 1946 | 10    | Donald Duck | W WDC 74-01  |
| Kalkonmiddagen                                                            | Turkey Trouble                          | 1946 | 10    | Donald Duck | W WDC 75-01  |
| Jul på Kvackarklippan                                                     | Santa's Stormy Visit                    | 1946 | 8     | Donald Duck | W FGW 46-01  |
| .osäker-                                                                  | Donald Duck's Atom Bomb                 | 1947 | 30    | Donald Duck | W CGW Y 1-01 |
| Kalle Anka i Vulkandalen                                                  | Volcano Valley                          | 1947 | 30    | Donald Duck | W OS 147-02  |
| Kungstigrarna                                                             | Maharajah Donald                        | 1947 | 28    | Donald Duck | W MOC 4-01   |
| Kalle Anka och spöket i grottan                                           | The Ghost of the Grotto                 | 1947 | 26    | Donald Duck | W OS 159-01  |
| Äventyr i antipoderna                                                     | Adventure Down Under                    | 1947 | 25    | Donald Duck | W OS 159-02  |
| Jul på Björnberget                                                        | Christmas on Bear Mountain              | 1947 | 20    | Donald Duck | W OS 178-02  |
| Den sanne kattvännen (Den eländiga katten)                                | The Cantankerous Cat                    | 1947 | 10    | Donald Duck | W WDC 76-02  |
| Kalle Anka ser i syne                                                     | Going Buggy                             | 1947 | 10    | Donald Duck | W WDC 77-02  |
| Kalle Anka skyddar sina värdefulla aktier                                 | Jam Robbers                             | 1947 | 10    | Donald Duck | W WDC 78-02  |
| Utflykt i det gröna                                                       | Picnic Tricks                           | 1947 | 10    | Donald Duck | W WDC 79-02  |
| Ingen lek i trädgården!                                                   | Donald's Posy Patch                     | 1947 | 10    | Donald Duck | W WDC 80-02  |
| Skattsökargriller (Skattkartan)                                           | Donald Mines His Own Business           | 1947 | 10    | Donald Duck | W WDC 81-02  |
| Kalle Anka som trollkonstnär (Trollkonster)                               | Magical Misery                          | 1947 | 10    | Donald Duck | W WDC 82-02  |
| En hel veckas vila                                                        | Vacation Time                           | 1947 | 10    | Donald Duck | W WDC 83-02  |
| Valskungen                                                                | The Waltz King                          | 1947 | 10    | Donald Duck | W WDC 84-02  |
| "Musiken och vad den ger oss"                                             | The Masters of Melody                   | 1947 | 10    | Donald Duck | W WDC 85-02  |
| Kalle Anka som brandsoldat                                                | Fireman Donald                          | 1947 | 10    | Donald Duck | W WDC 86-02  |
| Inga fördyrande mellanhänder                                              | The Terrible Turkey                     | 1947 | 10    | Donald Duck | W WDC 87-02  |
| Tre små, snälla ankor                                                     | Three Good Little Ducks                 | 1947 | 8     | Donald Duck | W FGW 47-01  |
| Bergens stillsamma ro                                                     | The Peaceful Hills                      | 1947 | 2     | Donald Duck | W MOC 4-02   |
| Den gamla borgens hemlighet (Det gamla slottets hemlighet)                | The Old Castle's Secret                 | 1948 | 32    | Donald Duck | W OS 189-02  |
| Sheriffen i Kuliga Dalen (Sheriffen i Kuldalen)                           | Sheriff of Bullet Valley                | 1948 | 32    | Donald Duck | W OS 199-02  |
| I mörkaste Afrika                                                         | Darkest Africa                          | 1948 | 22    | Donald Duck | W MOC 20-01  |
| Den gyllene julgranen                                                     | The Golden Christmas Tree               | 1948 | 20    | Donald Duck | W OS 203-02  |
| Skryter bäst som skryter sist (Storskrytarna)                             | Wintertime Wager                        | 1948 | 10    | Donald Duck | W WDC 88-02  |
| En vaken nattvakt                                                         | Watching the Watchman                   | 1948 | 10    | Donald Duck | W WDC 89-02  |
| Telegrambuden                                                             | Wired                                   | 1948 | 10    | Donald Duck | W WDC 90-02  |
| En apa i societeten                                                       | Going Ape                               | 1948 | 10    | Donald Duck | W WDC 91-02  |
| Barnens vän                                                               | Spoil the Rod                           | 1948 | 10    | Donald Duck | W WDC 92-02  |
| Rakettävling till månen (Mån-resenärerna)                                 | Rocket Race to the Moon                 | 1948 | 10    | Donald Duck | W WDC 93-02  |
| Kalle Anka som kustbevakare                                               | Donald of the Coast Guard               | 1948 | 10    | Donald Duck | W WDC 94-02  |
| En tias peng (Kalle Anka på jakt efter pengar)                            | Gladstone Returns                       | 1948 | 10    | Donald Duck | W WDC 95-02  |
| Den oslagbare golfspelaren                                                | Links Hijinks                           | 1948 | 10    | Donald Duck | W WDC 96-02  |
| Födelsedagspresenten                                                      | Pearls of Wisdom                        | 1948 | 10    | Donald Duck | W WDC 97-02  |
| Kalle Anka på rävjakt                                                     | Foxy Relations                          | 1948 | 10    | Donald Duck | W WDC 98-02  |
| En ovetande allvetare (All-vetaren), (Konkurrensen)                       | The Crazy Quiz Show                     | 1948 | 10    | Donald Duck | W WDC 99-02  |
| Kalle Anka i leksakslandet                                                | Toyland                                 | 1948 | 8     | Donald Duck | W FGW 48-01  |
| Vilse i Anderna                                                           | Lost in the Andes!                      | 1949 | 32    | Donald Duck | W OS 223-02  |
| Kalle Anka och voodoo-doktorns hämnd                                      | Voodoo Hoodoo                           | 1949 | 32    | Donald Duck | W OS 238-02  |
| Kalle Anka på Grönland                                                    | Luck of the North                       | 1949 | 32    | Donald Duck | W OS 256-02  |
| Brevet till jultomten                                                     | Letter to Santa                         | 1949 | 24    | Donald Duck | W CP 1-01    |
| Kappsegling över haven                                                    | Race to the South Seas                  | 1949 | 22    | Donald Duck | W MOC 41-01  |
| Skolka skolan (Lagens långa arm)                                          | Truant Officer Donald                   | 1949 | 10    | Donald Duck | W WDC 100-02 |
| En ryslig historia                                                        | DD's Worst Nightmare                    | 1949 | 10    | Donald Duck | W WDC 101-02 |
| Hästtjuven (Kalle Anka och hästskojaren)                                  | Pizen Spring Dude Ranch                 | 1949 | 10    | Donald Duck | W WDC 102-02 |
| Allt kommer till den som kan vänta (Allt kommer…)                         | Rival Beachcombers                      | 1949 | 10    | Donald Duck | W WDC 103-02 |
| Vinst och förlust (Pingpong-bollarna)                                     | The Sunken Yacht                        | 1949 | 10    | Donald Duck | W WDC 104-02 |
| Ett ekonomiskt eko (Eko-experten)                                         | Managing the Echo System                | 1949 | 10    | Donald Duck | W WDC 105-02 |
| Objudna gäster                                                            | Plenty of Pets                          | 1949 | 10    | Donald Duck | W WDC 106-02 |
| Superstark som Sammel Stark                                               | Super Snooper                           | 1949 | 10    | Donald Duck | W WDC 107-02 |
| Den galopperande grodan (Kalle Anka och grodkungen)                       | The Great Duckburg Frog-Jumping Contest | 1949 | 10    | Donald Duck | W WDC 108-02 |
| Kalle Anka slår ett slag för slagruta                                     | Dowsing Ducks                           | 1949 | 10    | Donald Duck | W WDC 109-02 |
| Bland falska björnar och äkta (Vintergästerna)                            | The Goldilocks Gambit                   | 1949 | 10    | Donald Duck | W WDC 110-02 |
| De ljuva kärleksbreven (De gamla kärleksbreven)                           | Donald's Love Letters                   | 1949 | 10    | Donald Duck | W WDC 111-02 |
| De nya leksakerna                                                         | New Toys                                | 1949 | 8     | Donald Duck | W FGW 49-01  |
| Kalle Anka lever lägerliv                                                 | Vacation Time                           | 1950 | 33    | Donald Duck | W VP 1-01    |
| Det förtrollade timglaset                                                 | The Magic Hourglass                     | 1950 | 28    | Donald Duck | W OS 291-02  |
| På jakt efter den försvunna släktklenoden                                 | Big-Top Bedlam                          | 1950 | 28    | Donald Duck | W OS 300-02  |
| Ni kan inte gissa (Försök att gissa)                                      | You Can't Guess                         | 1950 | 25    | Donald Duck | W CP 2-01    |
| I totempålarnas rike                                                      | Land of the Totem Poles                 | 1950 | 24    | Donald Duck | W OS 263-02  |
| Enhörningen (I enhörningens spår)                                         | Trail of the Unicorn                    | 1950 | 24    | Donald Duck | W OS 263-03  |
| Kalle Anka i det gamla Persien                                            | In Ancient Persia                       | 1950 | 24    | Donald Duck | W OS 275-02  |
| Den förhäxade papegojan                                                   | The Pixilated Parrot                    | 1950 | 22    | Donald Duck | W OS 282-02  |
| Sjusovarsemester (En rejäl tupplur)                                       | Rip Van Donald                          | 1950 | 10    | Donald Duck | W WDC 112-02 |
| Världens bäste skidlöpare                                                 | Serum to Codfish Cove                   | 1950 | 10    | Donald Duck | W WDC 114-02 |
| En tusensköna till den sköna (Utflykt med förhinder) (Picknick med Kajsa) | Wild About Flowers                      | 1950 | 10    | Donald Duck | W WDC 117-02 |
| Lägerledaren                                                              | Camp Counselor                          | 1950 | 8     | Donald Duck | W VP 1-08    |
| Farlig förklädnad                                                         | Dangerous Disguise                      | 1951 | 28    | Donald Duck | W OS 308-02  |
| Kalle Anka och sjöormen                                                   | No Such Varmint                         | 1951 | 28    | Donald Duck | W OS 318-02  |
| Drömmen om det gamla Kalifornien                                          | Donald Duck in Old California!          | 1951 | 28    | Donald Duck | W OS 328-02  |
| Joakims pengaallergi                                                      | Billions to Sneeze At                   | 1951 | 10    | Donald Duck | W WDC 124-02 |
| En rädd räddare (Livräddarna)                                             | Operation St. Bernard                   | 1951 | 10    | Donald Duck | W WDC 125-02 |
| Pengaregn                                                                 | A Financial Fable                       | 1951 | 10    | Donald Duck | W WDC 126-02 |
| Första april                                                              | The April Foolers                       | 1951 | 10    | Donald Duck | W WDC 127-02 |
| Riddaren av den svarta grytan (Riddaren av den skumma skepnaden)          | Knightly Rivals                         | 1951 | 10    | Donald Duck | W WDC 128-02 |
| Simbassängen (Kalla Anka bygger simbassäng)                               | Pool Sharks                             | 1951 | 10    | Donald Duck | W WDC 129-02 |
| Sällsynta mynt (Två skilling banco)                                       | The Trouble With Dimes                  | 1951 | 10    | Donald Duck | W WDC 130-02 |
| Kalle Anka och turknutten Alexander (Tur i oturen)                        | Gladstone's Luck                        | 1951 | 10    | Donald Duck | W WDC 131-02 |
| Experthjälp (Kalle Anka är hjälpsam)                                      | Ten-Star Generals                       | 1951 | 10    | Donald Duck | W WDC 132-02 |
| Smolk i skolk-glädjen                                                     | The Truant Nephews                      | 1951 | 10    | Donald Duck | W WDC 133-02 |
| En så'n kanonbra idé                                                      | Terror of the Beagle Boys               | 1951 | 10    | Donald Duck | W WDC 134-02 |
| Infrusna pengar (Pengabehållaren)                                         | The Big Bin on Killmotor Hill           | 1951 | 10    | Donald Duck | W WDC 135-02 |
| Jul i Pengalösa (Räddar julen i Pengalösa)                                | A Christmas for Shacktown               | 1952 | 32    | Donald Duck | W OS 367-02  |
| Den gyllene hjälmen (Kalle Anka och den gyllene hjälmen)                  | The Golden Helmet                       | 1952 | 32    | Donald Duck | W OS 408-02  |
| På jakt efter magentamärket                                               | The Gilded Man                          | 1952 | 32    | Donald Duck | W OS 422-02  |
| Kalle, Knattarna och det övernaturliga (Häxornas natt)                    | Trick or Treat                          | 1952 | 23    | Donald Duck | W DD 26-02   |
| Julkalkonen (Skink-biten)                                                 | Gladstone's Usual Very Good Year        | 1952 | 10    | Donald Duck | W WDC 136-02 |
| Lavinrisk (Kalle Anka som kompositör)                                     | The Screaming Cowboy                    | 1952 | 10    | Donald Duck | W WDC 137-02 |
| Hur man blir världens rikaste man (Ståtliga statyer)                      | Statuesque Spendthrifts                 | 1952 | 10    | Donald Duck | W WDC 138-02 |
| Kalle Anka och brevduvan Lillkuttran                                      | Rocket Wing Saves the Day               | 1952 | 10    | Donald Duck | W WDC 139-02 |
| Kalle Anka och turknutten Alexander Lukas (Turknutten)                    | Gladstone's Terrible Secret             | 1952 | 10    | Donald Duck | W WDC 140-02 |
| Underbara tankelådor                                                      | The Think Box Bollix                    | 1952 | 10    | Donald Duck | W WDC 141-02 |
| Sommarlov på husbåt (Husbåts-bekymmer)                                    | Houseboat Holiday                       | 1952 | 10    | Donald Duck | W WDC 142-02 |
| Sagan om oturskungen (Diamanter)                                          | Gemstone Hunters                        | 1952 | 10    | Donald Duck | W WDC 143-01 |
| Sus och dus med sura följder (För mycket pengar)                          | Spending Money                          | 1952 | 10    | Donald Duck | W WDC 144-01 |
| Bing! Du är hypnotiserad! (Inkasseraren)                                  | The Hypno-Gun                           | 1952 | 10    | Donald Duck | W WDC 145-01 |
| En hönsig historia (Staden Omelett)                                       | Omelet                                  | 1952 | 10    | Donald Duck | W WDC 146-01 |
| "Goda grannars klubb" (Goda-grann-klubben)                                | A Charitable Chore                      | 1952 | 10    | Donald Duck | W WDC 147-01 |
| (Knatte, Fnatte…), (Knattarna) och ett antal onda andar                   | Hobblin' Goblins                        | 1952 | 9     | Donald Duck | W DD 26-03   |
| Den middagen fick han äta upp (En misslyckad julafton)                    | Turkey with All the Schemings           | 1953 | 10    | Donald Duck | W WDC 148-01 |
| Att vara "plattist" (Krona eller klave)                                   | Flip Decision                           | 1953 | 10    | Donald Duck | W WDC 149-01 |
| Kalle Anka på post (på post …)                                            | My Lucky Valentine                      | 1953 | 10    | Donald Duck | W WDC 150-01 |
| Den stora påskparaden                                                     | The Easter Election                     | 1953 | 10    | Donald Duck | W WDC 151-01 |
| Den talande hunden (Frågeprogram i TV)                                    | The Talking Dog                         | 1953 | 10    | Donald Duck | W WDC 152-01 |
| Självfiskande maskar (Fisketävlingen)                                     | Worm Weary                              | 1953 | 10    | Donald Duck | W WDC 153-01 |
| Husförsäljningen                                                          | Much Ado About Quackly Hall             | 1953 | 10    | Donald Duck | W WDC 154-01 |
| Där slutar regnbågen (Pengar vid regnbågen)                               | Some Heir Over the Rainbow              | 1953 | 10    | Donald Duck | W WDC 155-01 |
| Regnmakaren (Ej den från 1956) (Den flygande regnmakaren)                 | The Master Rainmaker                    | 1953 | 10    | Donald Duck | W WDC 156-01 |
| Med pengar kan du göra allt (Pengarnas makt)                              | The Money Stairs                        | 1953 | 10    | Donald Duck | W WDC 157-01 |
| Biodling                                                                  | Bee Bumbles                             | 1953 | 10    | Donald Duck | W WDC 158-01 |
| Hus till salu                                                             | Wispy Willie                            | 1953 | 10    | Donald Duck | W WDC 159-01 |
| En kamel som julklapp (Abdul kamel... en lysande julklapp)                | The Hammy Camel                         | 1954 | 10    | Donald Duck | W WDC 160-01 |
| Mästerreparatören (Kalle Anka som reparatör)                              | Fix-up Mix-up                           | 1954 | 10    | Donald Duck | W WDC 161-01 |
| Den modige stinsen                                                        | Turkey Trot at One Whistle              | 1954 | 10    | Donald Duck | W WDC 162-01 |
| Turen sviker Alexander (När turen vände sej)                              | Raffle Reversal                         | 1954 | 10    | Donald Duck | W WDC 163-01 |
| Mirakelmjölet                                                             | Flour Follies                           | 1954 | 10    | Donald Duck | W WDC 164-01 |
| Mycket för mycket musik                                                   | The Price of Fame                       | 1954 | 10    | Donald Duck | W WDC 165-01 |
| Otur på tävlingsbanan …                                                   | Midgets Madness                         | 1954 | 10    | Donald Duck | W WDC 166-01 |
| Laxfångst (Den stora fisketävlingen)                                      | Salmon Derby                            | 1954 | 10    | Donald Duck | W WDC 167-01 |
| Husvagnen (Besvär med husdjur)                                            | Cheltenham's Choice                     | 1954 | 10    | Donald Duck | W WDC 168-01 |
| Slut på sommarlovet (Misslyckad skol-skolk)                               | Travelling Truants                      | 1954 | 10    | Donald Duck | W WDC 169-03 |
| Flitig som en myra                                                        | Rants About Ants                        | 1954 | 10    | Donald Duck | W WDC 170-03 |
| De igenvaxade pengarna                                                    | Too Safe Safe                           | 1954 | 10    | Donald Duck | W WDC 171-03 |
| Faror med flygning                                                        | Donald Duck Tells About Kites           | 1954 | 8     | Donald Duck | W KGA 2-01   |
| Julresan                                                                  | Search for the Cuspidora                | 1955 | 10    | Donald Duck | W WDC 172-01 |
| Inte bli arg i år…                                                        | New Year's Revolutions                  | 1955 | 10    | Donald Duck | W WDC 173-02 |
| Isbåt till Bäverön                                                        | Iceboat to Beaver Island                | 1955 | 10    | Donald Duck | W WDC 174-02 |
| För mycket av det goda                                                    | The Daffy Taffy Pull                    | 1955 | 10    | Donald Duck | W WDC 175-01 |
| Sheriffen i spöksta'n                                                     | The Ghost Sheriff of Last Gasp          | 1955 | 10    | Donald Duck | W WDC 176-02 |
| Det var botten (Pärlan från havsdjupet)                                   | A Descent Interval                      | 1955 | 10    | Donald Duck | W WDC 177-01 |
| Tysta grannar (Nya grannar)                                               | Donald's Raucous Role                   | 1955 | 10    | Donald Duck | W WDC 178-02 |
| Kanottävlingen (Kurre tar hem spelet)                                     | Good Canoes and Bad Canoes              | 1955 | 10    | Donald Duck | W WDC 179-02 |
| En osäker försäkringsagent (Försäkringsagenten)                           | Trouble Indemnity                       | 1955 | 10    | Donald Duck | W WDC 180-01 |
| Somliga är jätteduktiga (Utmaningen)                                      | The Chickadee Challenge                 | 1955 | 10    | Donald Duck | W WDC 181-01 |
| Det stod i stjärnorna                                                     | The Unorthodox Ox                       | 1955 | 10    | Donald Duck | W WDC 182-01 |
| Älgjakt (Den nya bössan)                                                  | The Custard Gun                         | 1955 | 10    | Donald Duck | W WDC 183-01 |
| Hondoricas hemlighet                                                      | Secret of Hondorica                     | 1956 | 24    | Donald Duck | W DD 46-02   |
| Det stora julbadet                                                        | Three Un-Ducks                          | 1956 | 10    | Donald Duck | W WDC 184-01 |
| Nyårslöftet                                                               | Secret Resolutions                      | 1956 | 10    | Donald Duck | W WDC 185-02 |
| Istaxi (Isfiske)                                                          | The Ice Taxis                           | 1956 | 10    | Donald Duck | W WDC 186-02 |
| Borta med vinden (Vind i seglen)                                          | Searching for a Successor               | 1956 | 10    | Donald Duck | W WDC 187-01 |
| Kalle Anka som idrottsman (Ankeborgsmästerskapen)                         | The Olympic Hopeful                     | 1956 | 10    | Donald Duck | W WDC 188-01 |
| Kämpa inte mot naturen (Vårluft)                                          | Gopher Goof-Ups                         | 1956 | 10    | Donald Duck | W WDC 189-01 |
| Simmar bäst som simmar sist                                               | In the Swim                             | 1956 | 10    | Donald Duck | W WDC 190-01 |
| Ute i skogen (Vilse eller inte vilse)                                     | Camping Confusion                       | 1956 | 10    | Donald Duck | W WDC 191-01 |
| Fiske-experten (Experten)                                                 | The Master                              | 1956 | 10    | Donald Duck | W WDC 192-01 |
| Valen                                                                     | A Whale of a Story                      | 1956 | 10    | Donald Duck | W WDC 193-01 |
| Rökflygaren                                                               | Smoke Writer in the Sky                 | 1956 | 10    | Donald Duck | W WDC 194-01 |
| Nationalhjälten                                                           | The Runaway Train                       | 1956 | 10    | Donald Duck | W WDC 195-01 |
| Effektiv hundfångere                                                      | Dogcatcher Duck                         | 1956 | 6     | Donald Duck | W DD 45-06   |
| Den förbjudna dalen                                                       | Forbidden Valley                        | 1957 | 26    | Donald Duck | W DD 54-01   |
| Julexpeditionen till Tabu Yama-ön                                         | The Black Pearls of Tabu Yama           | 1957 | 17    | Donald Duck | W CID 1-02   |
| Snöprinsessan                                                             | Statues of Limitations                  | 1957 | 10    | Donald Duck | W WDC 196-02 |
| Gräns-vakt (Kalle Anka som gränspolis)                                    | Borderline Hero                         | 1957 | 10    | Donald Duck | W WDC 197-02 |
| Är riddare omoderna?                                                      | Knight in Shining Armor                 | 1957 | 10    | Donald Duck | W WDC 198-02 |
| Kalle Anka och den försvunna guldgruvan                                   | The Lost Peg Leg Mine                   | 1957 | 10    | Donald Duck | W DD 52-02   |
| Kalle Anka studerar stjärnor                                              | Gyro's Imagination Invention            | 1957 | 10    | Donald Duck | W WDC 199-01 |
| Kalle Ankas djurtjänst (Feriekval)                                        | Donald's Pet Service                    | 1957 | 10    | Donald Duck | W WDC 200-01 |
| Historisk bläck-fläck (Håll vattnet rent)                                 | The Day Duckburg Got Dyed               | 1957 | 10    | Donald Duck | W WDC 201-01 |
| Regnmakaren (OBS, finns en till med denna titel)                          | In Kakimaw Country                      | 1957 | 10    | Donald Duck | W WDC 202-01 |
| (Ett) Farligt uppdrag                                                     | Special Delivery                        | 1957 | 10    | Donald Duck | W WDC 203-01 |
| Statystädaren (hugger i sten)                                             | Losing Face                             | 1957 | 10    | Donald Duck | W WDC 204-01 |
| Kalle Anka odlar äpplen (Äppel, päppel, piron, paron…)                    | Red Apple Sap                           | 1957 | 10    | Donald Duck | W WDC 205-01 |
| Den store hotelldirektören (Hotelldirektören)                             | Sagmore Springs Hotel                   | 1957 | 10    | Donald Duck | W WDC 206-02 |
| Ökentävlingen                                                             | The Tenderfoot Trap                     | 1957 | 10    | Donald Duck | W WDC 207-01 |
| Kalle Anka och jättemyrorna                                               | The Titanic Ants!                       | 1958 | 20    | Donald Duck | W DD 60-02   |
| (Kalle Ankas) Julbekymmer (Julkalas i Ankeborg)                           | Christmas in Duckburg                   | 1958 | 20    | Donald Duck | W CP 9-01    |
| Kalle Anka och renen Reinhold                                             | The Code of Duckburg                    | 1958 | 10    | Donald Duck | W WDC 208-01 |
| Kalle Anka som brevbärare (Den plikttrogne lantbrevbäraren)               | The Persistent Postman                  | 1958 | 10    | Donald Duck | W WDC 209-02 |
| En sockerbagare här bor i staden … (Mästerbagaren)                        | The Half-Baked Baker                    | 1958 | 10    | Donald Duck | W WDC 210-02 |
| ? Önskestenen ?                                                           | Wishing Stone Island                    | 1958 | 10    | Donald Duck | W WDC 211-01 |
| "Jorden runt på 80 minuter"?                                              | Rocket Race Around the World            | 1958 | 10    | Donald Duck | W WDC 212-02 |
| Vårstädning                                                               | Dodging Miss Daisy                      | 1958 | 10    | Donald Duck | W WDC 213-01 |
| Blodtörstiga blomster                                                     | Fearsome Flowers                        | 1958 | 10    | Donald Duck | W WDC 214-01 |
| Här åker några dit så det ekar om det                                     | Mocking Bird Ridge                      | 1958 | 10    | Donald Duck | W WDC 215-01 |
| I orkanens spår                                                           | Old Froggie Catapult                    | 1958 | 10    | Donald Duck | W WDC 216-02 |
| Bråk och skådespel                                                        | Dramatic Donald                         | 1958 | 10    | Donald Duck | W WDC 217-01 |
| Storfångst                                                                | Noble Porpoises                         | 1958 | 10    | Donald Duck | W WDC 218-01 |
| Mer vild än tam                                                           | The Littlest Chicken Thief              | 1958 | 10    | Donald Duck | W WDC 219-01 |
| Kalle Anka åker vattenskidor                                              | Water Ski Race                          | 1958 | 6     | Donald Duck | W DD 60-05   |
| Kalle Anka dansar cha-cha                                                 | The Christmas Cha Cha                   | 1959 | 16    | Donald Duck | W DG 26-01   |
| Djungelns fasa                                                            | Jungle Hi-jinks                         | 1959 | 14    | Donald Duck | W WDSF 2-06  |
| Kalkon à la raket                                                         | Rocket-Roasted Christmas Turkey         | 1959 | 10    | Donald Duck | W WDC 220-01 |
| Gröngölingarnas vetenskapsklubb                                           | Tracking Sandy                          | 1959 | 10    | Donald Duck | W WDC 221-01 |
| Mästerflyttaren (Expressbyrån)                                            | The Master Mover                        | 1959 | 10    | Donald Duck | W WDC 222-01 |
| En vacker dag om våren (Första vårdagen)                                  | Spring Fever                            | 1959 | 10    | Donald Duck | W WDC 223-01 |
| Stora strandletardagen                                                    | The Beachcombers' Picnic                | 1959 | 10    | Donald Duck | W WDC 224-01 |
| Den tappre brandmannen                                                    | The Lovelorn Fireman                    | 1959 | 10    | Donald Duck | W WDC 225-01 |
| Den TV-funna ön                                                           | The Floating Island                     | 1959 | 10    | Donald Duck | W WDC 226-01 |
| En dyrköpt seger                                                          | The Black Forest Rescue                 | 1959 | 10    | Donald Duck | W WDC 227-01 |
| Barnens trogne beskyddare                                                 | The Watchful Parents                    | 1959 | 10    | Donald Duck | W WDC 228-01 |
| Kalle Anka gör goda gärningar                                             | The Good Deeds                          | 1959 | 10    | Donald Duck | W WDC 229-01 |
| Kalle Anka och svarta onsdagen                                            | Black Wednesday                         | 1959 | 10    | Donald Duck | W WDC 230-01 |
| Kalle Anka på vaxkabinettet (Nytt jobb)                                   | The Wax Museum                          | 1959 | 10    | Donald Duck | W WDC 231-01 |
| Äventyr på Snatterhorn (Äventyr på Matterhorn)                            | Mastering the Matterhorn                | 1959 | 8     | Donald Duck | W OS 1025-02 |
| Mäster-glasmästaren (Glasmästarnas mästare)                               | The Master Glasser                      | 1959 | 5     | Donald Duck | W DD 68-04   |
| Alldeles under isen                                                       | Under the Polar Ice                     | 1960 | 10    | Donald Duck | W WDC 232-01 |
| Flygande riddare                                                          | Knights of the Flying Sleds             | 1960 | 10    | Donald Duck | W WDC 233-01 |
| Den ridande lantbrevbäraren i Vildaste Västern                            | Riding the Pony Express                 | 1960 | 10    | Donald Duck | W WDC 234-01 |
| Konsten att köpa öar                                                      | Want to Buy an Island?                  | 1960 | 10    | Donald Duck | W WDC 235-02 |
| Kalle Anka som groduppfödare                                              | Froggy Farmer                           | 1960 | 10    | Donald Duck | W WDC 236-01 |
| Loch Less-odjuret                                                         | Mystery of the Loch                     | 1960 | 10    | Donald Duck | W WDC 237-01 |
| Hundvakten                                                                | The Dog-sitter                          | 1960 | 10    | Donald Duck | W WDC 238-01 |
| "Den skicklige smeden"                                                    | The Village Blacksmith                  | 1960 | 10    | Donald Duck | W WDC 239-01 |
| Kalle Anka och falken Pjosk                                               | The Fraidy Falcon                       | 1960 | 10    | Donald Duck | W WDC 240-01 |
| Ädla stenar - och andra (Stentumlaren)                                    | Rocks to Riches                         | 1960 | 10    | Donald Duck | W WDC 241-01 |
| Upp genom luften                                                          | Balloonatics                            | 1960 | 10    | Donald Duck | W WDC 242-01 |
| Kalkontrubbel                                                             | Turkey Trouble                          | 1960 | 10    | Donald Duck | W WDC 243-01 |
| Listigare än Råttslug                                                     | Missile Fizzle                          | 1961 | 10    | Donald Duck | W WDC 244-01 |
| Mot ärans höjder                                                          | Sitting High                            | 1961 | 10    | Donald Duck | W WDC 245-01 |
| Grottman mot sin vilja                                                    | Lost Frontier                           | 1961 | 10    | Donald Duck | W WDC 246-01 |
| En hemsk turist                                                           | Terrible Tourist                        | 1961 | 10    | Donald Duck | W WDC 248-01 |
| Kalle Anka tar hem spelet                                                 | Boxed-In                                | 1961 | 10    | Donald Duck | W WDC 250-01 |
| Förföljd av otur                                                          | Duck Luck                               | 1961 | 10    | Donald Duck | W WDC 251-01 |
| Kalle Anka som privatdetektiv                                             | Mr. Private Eye                         | 1961 | 10    | Donald Duck | W WDC 252-01 |
| Hund-fångar-mästaren (Hundfångaren)                                       | Hound Hounder                           | 1961 | 10    | Donald Duck | W WDC 253-01 |
| Halloween i stan (Karneval i sta'n)                                       | Jet Witch                               | 1961 | 10    | Donald Duck | W WDC 254-01 |
| Båt-bekymmer                                                              | Boat Buster                             | 1961 | 10    | Donald Duck | W WDC 255-01 |
| Landkrabba till sjöss                                                     | The Madcap Mariner                      | 1961 | 9     | Donald Duck | W WDC 247-01 |
| Verkligheten är underbarare än dikten (Dikt eller verklighet?)            | Stranger than Fiction                   | 1961 | 9     | Donald Duck | W WDC 249-01 |
| Storm över Andudden – en liten julhistoria                                | Northeaster on Cape Quack               | 1962 | 10    | Donald Duck | W WDC 256-01 |
| Full fart med kameran (Filmdille)                                         | Movie Mad                               | 1962 | 10    | Donald Duck | W WDC 257-02 |
| Arabiska nätter                                                           | Ten-Cent Valentine                      | 1962 | 10    | Donald Duck | W WDC 258-01 |
| Mästerskytten                                                             | Jungle Bungle                           | 1962 | 10    | Donald Duck | W WDC 259-01 |
| Den glada färjan                                                          | Merry Ferry                             | 1962 | 10    | Donald Duck | W WDC 260-02 |
| Medaljens baksida                                                         | Medaling Around                         | 1962 | 10    | Donald Duck | W WDC 261-01 |
| Långt bort i fjärran                                                      | Way Out Yonder                          | 1962 | 10    | Donald Duck | W WDC 262-02 |
| Världsbäst på test                                                        | The Candy Kid                           | 1962 | 10    | Donald Duck | W WDC 263-01 |
| Här ska rivas                                                             | Master Wrecker                          | 1962 | 10    | Donald Duck | W WDC 264-01 |
| Korpen som gjorde en björntjänst                                          | Raven Mad                               | 1962 | 10    | Donald Duck | W WDC 265-02 |
| Geträknare med gott gry                                                   | Stalwart Ranger                         | 1962 | 10    | Donald Duck | W WDC 266-02 |
| Kalle Anka som flottarbas                                                 | Log Jockey                              | 1962 | 10    | Donald Duck | W WDC 267-02 |
| Nu är det jul igen (Jul i Ankeborg)                                       | Christmas Cheers                        | 1963 | 10    | Donald Duck | W WDC 268-02 |
| En skruv lös (Direktör för drömlandet)                                    | A Matter of Factory                     | 1963 | 10    | Donald Duck | W WDC 269-02 |
| Tur i otur eller otur i tur                                               | The Jinxed Jalopy Race                  | 1963 | 10    | Donald Duck | W WDC 270-01 |
| Ett stenkast från spöksta'n                                               | A Stone's Throw From Ghost Town         | 1963 | 10    | Donald Duck | W WDC 271-01 |
| Det hänger på ett hår                                                     | Spare That Hair                         | 1963 | 10    | Donald Duck | W WDC 272-01 |
| Öka takten, turist                                                        | A Duck's-eye View of Europe             | 1963 | 10    | Donald Duck | W WDC 273-01 |
| Överlever i vildmarken                                                    | Gall of the Wild                        | 1963 | 10    | Donald Duck | W WDC 274-01 |
| Rätt man på rätt plats                                                    | Zero Hero                               | 1963 | 10    | Donald Duck | W WDC 275-01 |
| Strandens hjälte                                                          | Beach Boy                               | 1963 | 10    | Donald Duck | W WDC 276-02 |
| Husdjursparaden                                                           | The Duckburg Pet Parade                 | 1963 | 10    | Donald Duck | W WDC 277-01 |
| Dansa efter min pipa                                                      | Have Gun, Will Dance                    | 1963 | 10    | Donald Duck | W WDC 278-02 |
| En festlig dag på nöjesfältet                                             | Once Upon a Carnival                    | 1963 | 10    | Donald Duck | W WDC 279-01 |
| Vem var vem?                                                              | Double Masquerade                       | 1964 | 10    | Donald Duck | W WDC 280-03 |
| Goda vänner - trogna grannar                                              | Feud and Far Between                    | 1964 | 10    | Donald Duck | W WDC 281-02 |
| Mästare i bubbelvikt                                                      | Bubbleweight Champ                      | 1964 | 10    | Donald Duck | W WDC 282-01 |
| Kalle Anka och det lugna livet till sjöss                                 | Cap'n Blight's Mystery Ship             | 1964 | 10    | Donald Duck | W WDC 283-01 |
| Den olympiske fackelbäraren                                               | The Olympian Torch Bearer               | 1964 | 10    | Donald Duck | W WDC 286-01 |
| Nästan en hjälte                                                          | Hero of the Dike                        | 1964 | 10    | Donald Duck | W WDC 288-01 |
| Goda vänner - trogna grannar                                              | Unfriendly Enemies                      | 1964 | 10    | Donald Duck | W WDC 289-02 |
| Leveransproblem                                                           | Delivery Dilemma                        | 1964 | 10    | Donald Duck | W WDC 291-01 |
| Herkules i Ankeborg (Kalle Anka - havets hjälte)                          | Instant Hercules                        | 1965 | 10    | Donald Duck | W WDC 292-01 |
| Kalle Anka på hal is                                                      | Duck Out of Luck                        | 1965 | 10    | Donald Duck | W WDC 294-01 |
| Musik för miljoner                                                        | Monkey Business                         | 1965 | 10    | Donald Duck | W WDC 297-01 |
| ej tryckt i Sverige                                                       | Pawns of the Loup Garou                 | 1968 | 21    | Donald Duck | W DD 117-01  |
| Lagens väktare för en dag                                                 | Officer for a Day                       | 1969 | 14    | Donald Duck | W DD 126-01  |
| ej tryckt i Sverige                                                       | A Day in a Duck's Life                  | 1971 | 13    | Donald Duck | W DD 138-01  |
| Det perfekta mjölkbudet                                                   | The Milkman Story                       | 1974 | 10    | Donald Duck | CS WDC 215   |
| -osäkert-                                                                 | Silent Night                            | 1976 | 9     | Donald Duck | CS WDC 64    |
| Häxornas natt                                                             | Trick or Treat                          | 1978 | 10    | Donald Duck | CS DD 26     |
| Nästan på pricken!                                                        | Hang Gliders Be Hanged!                 | 1984 | 10    | Donald Duck | D 6886       |
| ej tryckt i Sverige                                                       | Somewhere in Nowhere                    | 2000 | 28    | Donald Duck | I TES 3-1    |